# František Schmucker
František Schmucker (Jarovce, 28 gennaio 1940 – Ostrava, 15 luglio 2004) è stato un calciatore cecoslovacco, di ruolo portiere.

## Carriera
Fece parte della Nazionale cecoslovacca che conquistò la medaglia d'argento ai Giochi olimpici del 1964.